# Émile Guarini
Vous pouvez aider à l'améliorer ou bien discuter des problèmes sur sa page de discussion.
- Il ne cite pas suffisamment ses sources. Vous pouvez indiquer les passages à sourcer avec {{référence nécessaire}} ou {{Référence souhaitée}}, et inclure les références utiles en les liant aux notes de bas de page. (Marqué depuis avril 2024)
- Certaines informations devraient être mieux reliées aux sources mentionnées dans la bibliographie ou les liens externes. Améliorez sa vérifiabilité en les associant par des références. (Marqué depuis avril 2024)

- Archive Wikiwix
- Bing
- Cairn
- DuckDuckGo
- E. Universalis
- Gallica
- Google
- G. Books
- G. News
- G. Scholar
- Persée
- Qwant
- (zh) Baidu
- (ru) Yandex
- (wd) trouver des œuvres sur Wikidata

Émile Guarini,  né Emilio Guarini à Fasano le 4 octobre 1879 et mort à Bruxelles le 13 novembre 1953, est un ingénieur, physicien et inventeur italien vivant à Bruxelles.

## Biographie
Dès l'enfance il se dédia à l'étude de la thermotechnique ainsi qu'à la radiotechnique
Grand admirateur de Guglielmo Marconi (1874–1937),  de cinq ans son aîné, il comprit à fonds le système de son compatriote et inventa lui-même le répétiteur automatique.
Après cette invention il devint ingénieur et professeur et s'établit à Bruxelles en Belgique.
Émile Guarini répéta l'expérience de télégraphie sans fil faite le 12 décembre 1901 par Marconi, entre Paris et Bruxelles sur une distance de 171 miles en y ajoutant son répétiteur automatique

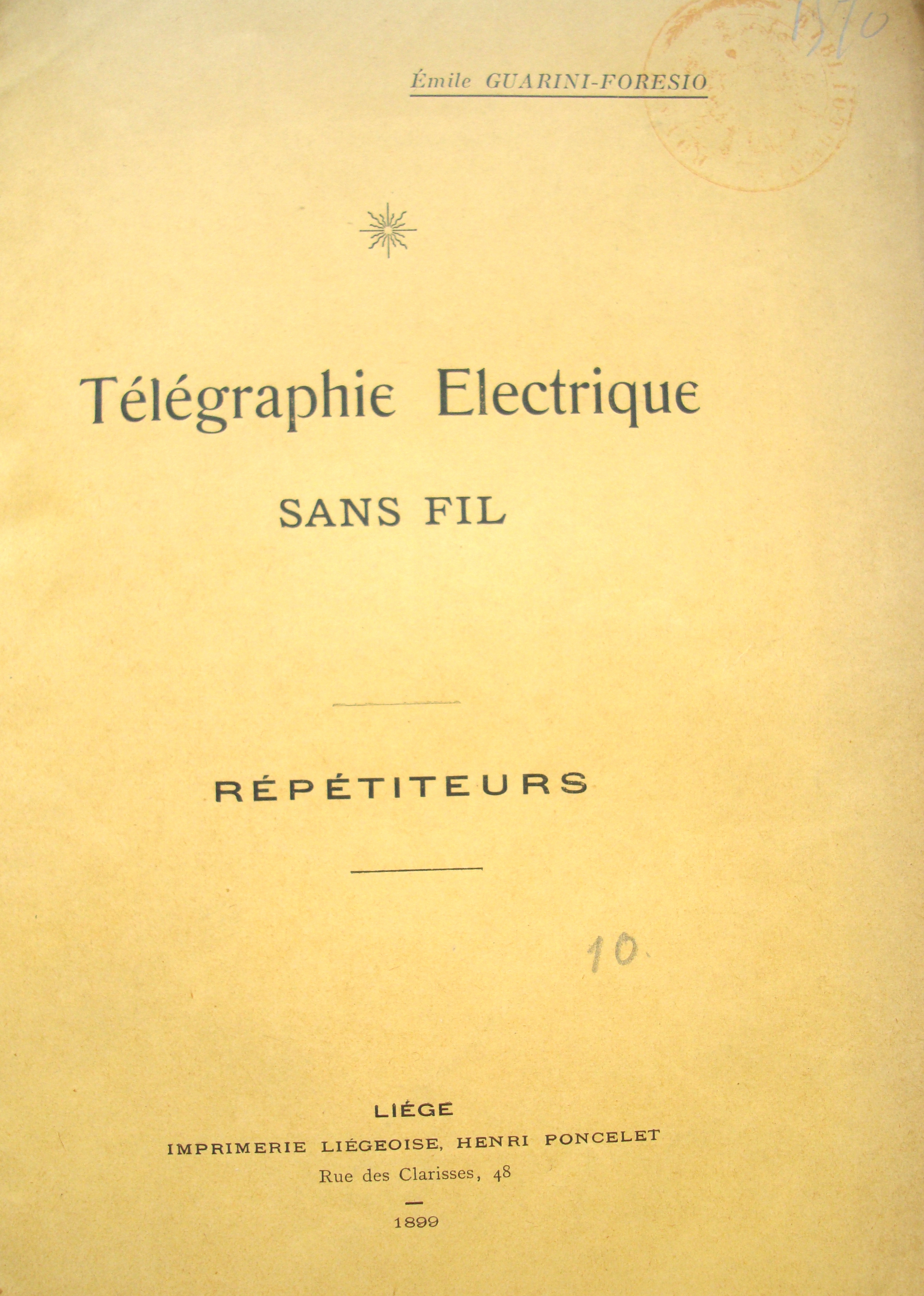

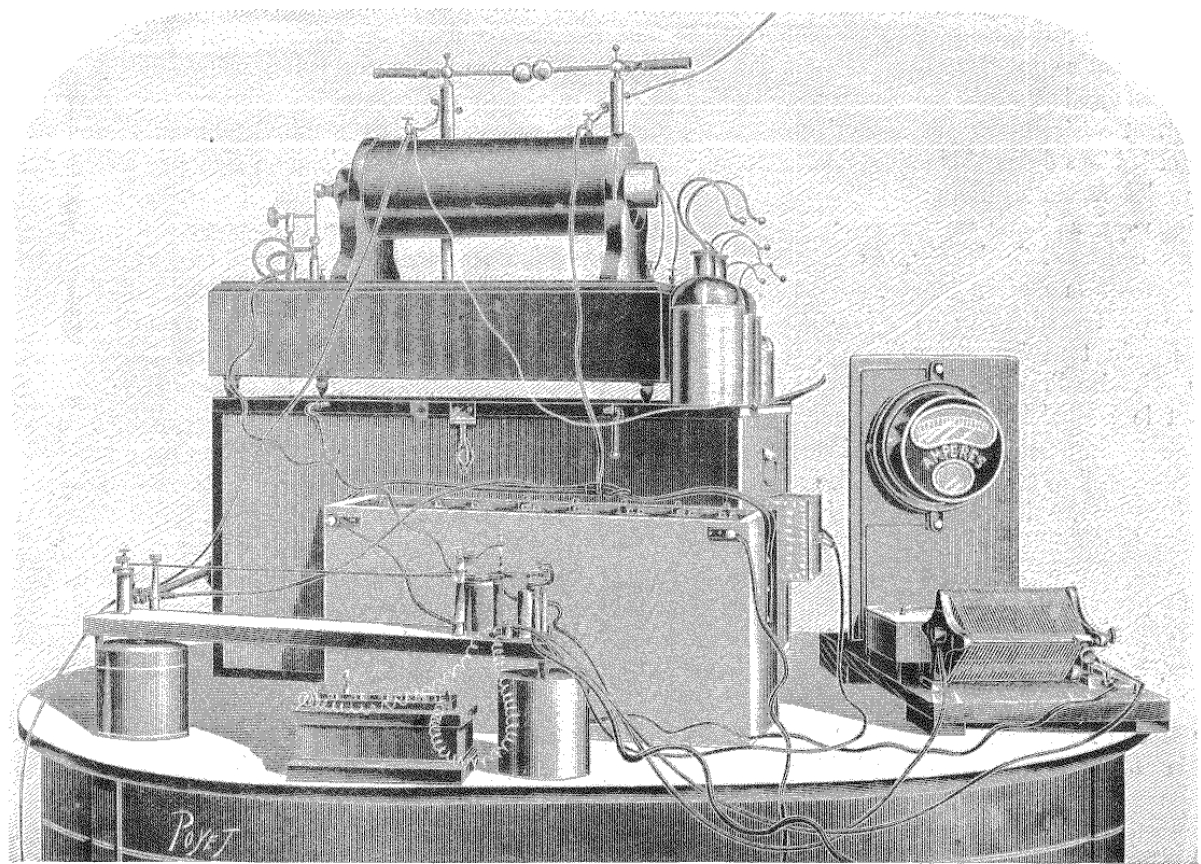
Répétiteur Guarini-Foresio

## Vie privée
Émile Guarini, ingénieur électricien, résidant à Bruxelles, rue Stévin 87, fils de Benjamin Guarini, avocat à Fasano et de Thérèse Foresio, épousa à Bruxelles le 15 avril 1903, Léonie Édith Tobiansky, née le 11 septembre1882 à Hanovre, résidant à Bruxelles, boulevard Charlemagne 70, fille de Léopold Tobiansky, ingénieur civil, et de Berthe Marianne Esther Jacobson, tous deux résidents à Bruxelles.

## Publications
- Guarini E. 1899, ‘Répétiteurs pour la télégraphie sans fil à toutes distances’, Brevet Belge №142911. 27 mai 1899, Recueil spécial des brevets d’invention. Bruxelles, Ministère de l’Intérieur,
- Guarini-Foresio É. 1899, ‘Télégraphie électrique sans fil. Répétiteurs’. Liége: impr. de H. Poncelet. 16 p.,
- Guarini Foresio Emilio. Télégraphie sans fil. // Le Mois scientifique et industriel: revue internationale d'information. Paris. Octobre 1899. №5. Р. 288,
- Guarini-Foresio E. 1899, ‘Installation pour transmettre l'énergie électrique dans une direction déterminée et pour la recevoir’. - Brevet Suisse № 21413, 21 décembre,
- Guarini-Foresio Emil. Schaltungseinrichtung einer Zwischenstation für Funkentelegraphie. – Österreichische Patentschrift № 11484, Klasse 21a. – Angemeldet am 16. August 1899. – Beginn der Patentdauer: 15. November 1902,
- Guarini-Foresio Emile. Improvements in Apparatus for Wireless Telegraphy. – UK Patent №25591. – Application number GB189925591 (A). – Date of Application (in United Kingdom): 27 Dec., 1899. – First Foreign Application (in Belgium): 27–05–1899. – Accepted: 27 Feb., 1901,
- Guarini-Foresio E. 1900, ‘Improvements in the Method of Transmitting Electric Energy through Ether, and Devices for same’. – UK Patent № 1555. Application number GB190001555 (A). - Date of Application: 24 Jan., 1900. – Accepted: 24 Jan., 1901,
- Guarini Foresio Emilio. Transmission de l'électricité sans fil. – Liege: impr. de H.Poncelet. 1900. 69 p.,
- Guarini-Foresio E. 1903, ‘La télégraphie sans fil, l'œuvre de Marconi: traduit du Scientific American de New-York.’ Bruxelles: Ramlot frères et sœurs. 64 p.k.,
- Il telegrafo in Europa,
- Il telegrafo elettrico,
- Le origini elettriche,
- L'esplosione elettrica,
- L'elettricità in Europa,
- L'opera di Marconi.